# Fuerte de Beauregard

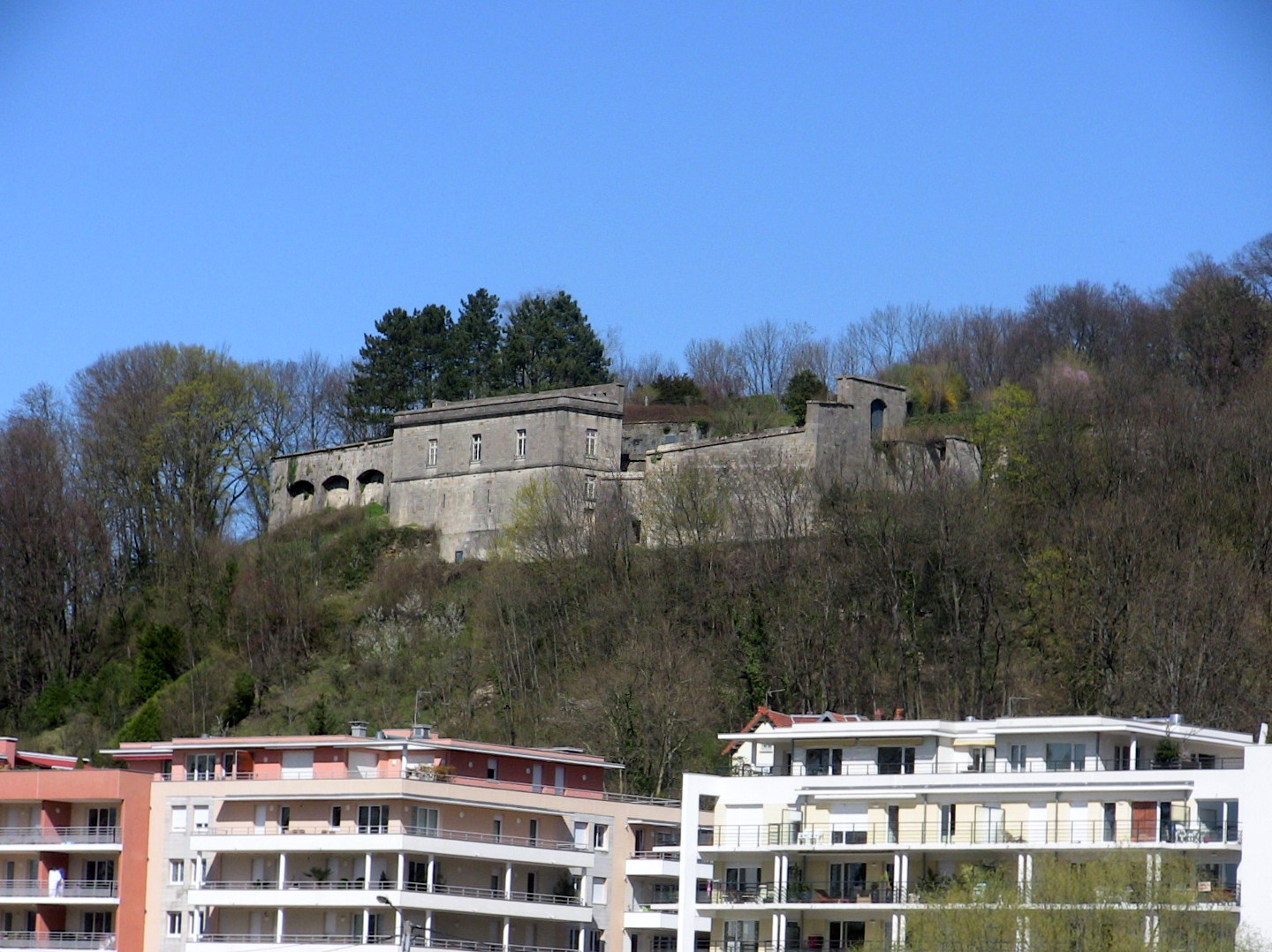
Fuerte de Beauregard.

El fuerte de Beauregard es una fortaleza del siglo XIX situada en la ciudad de Besanzón, en el departamento del Doubs en la región del Franco Condado, al nordeste de Francia.
A fines del siglo XVIII y teniendo en cuenta la experiencia de las guerras que afectaron el territorio se decidió construir una fortificación sobre la colina de Bregille, en un punto más elevado que el de la ciudadela de Besanzón.
La primera fortificación construida en 1791 fue capturada el 31 de enero en la Campaña de los Seis Días (1814), por el ejército austriaco. En 1870 se puso en operación una nueva fortificación según planos de Jacob François Marulaz, completando el primer fuerte de tipo poligonal de Francia.
No fue utilizado en la guerra franco-prusiana, ni en la Primera o Segunda Guerra Mundial. Finalmente el fuerte fue abandonado y convertido en un jardín público.